# Перепись населения Канады (2006)
Перепись населения Канады 2006 года (англ. Canada 2006 Census) — перепись населения Канады, состоявшаяся 1—13 мая 2006 года. Это была первая в истории Канады перепись населения, на которой можно было ответить на вопросы анкет не непосредственно переписчику, а через интернет. По утверждению Статистической службы Канады, это позволило обработать данные, полученные таким способом, значительно быстрее, чем те, что были записаны на бумаге. На вопросы анкеты можно было ответить также по почте.
Перепись населения Канады 2006 года была также первой переписью в истории Канады, на котором обработка результатов переписи была проведена не вручную, а с помощью компьютеров. Опросные анкеты были отсканированы, оцифрованы и обработаны.

## Результаты переписи
Во время переписи 2006 года было установлено проживание в Канаде представителей свыше 200 национальностей. Для сравнения, во время переписи 1901 года было записано 25 разных этнических групп.
Во время переписи 2006 года в Канаде впервые в её истории были зафиксированы представители с острова Монтсеррат и следующих африканских стран: Чада, Габона, Гамбии, Замбии.
Перепись 2006 года зафиксировала в Канаде 10 этнических групп с числом представителей свыше 1 миллиона человек.
- Канадцы — свыше 10 миллионов человек, из них 5,7 млн имеют предков единого этнического происхождения, 4,3 млн имеют предков более чем одного этнического происхождения. Это преимущественно англоканадцы или франкоканадцы.
- Англичане — 6,6 млн,
- Французы — 4,9 млн,
- Шотландцы — 4,7 млн,
- Ирландцы — 4,4 млн,
- Немцы — 3,2 млн,
- Итальянцы — 1,4 млн,
- Китайцы — 1,3 млн,
- Североамериканские индейцы — 1,3 млн,
- Украинцы — 1,2 млн,
- Нидерландцы — 1,0 млн.

Список первых десяти крупнейших народностей Канады почти не изменился со времён переписи 2001 года, единственное отличие в том, что индейцы Канады стали более многочисленными по сравнению с украинцами и заняли девятое место, а украинцы, соответственно, десятое. Однако, если посчитать, что те, кто назвал себя во время переписи канадцем, являются фактически англоканадцами или франкоканадцами, а к индейцам Канады относятся много разных народов, то можно считать, что украинцы Канады фактически являются восьмым по численности народом Канады.
Во время переписи 2006 года 10,1 млн жителей Канады или 32,2% населения своей национальностью назвали «канадец». В сравнении с этим, во время переписи 2001 года обозначили свою национальность как канадец 11,7 млн человек, или 39,4% населения страны. Большинство из них имеют английское или французское происхождение.
Перепись 2006 года показала дальнейший рост доли канадцев, имеющих предков нескольких национальностей. В 2006 году таких канадцев зафиксировано 41,4%, а в 2001 году их было 38,2% населения.